# IC 2160
IC 2160 је спирална галаксија у сазвјежђу Трпеза која се налази на листи објеката дубоког неба у Индекс каталогу.
Деклинација објекта је - 76° 55' 13" а ректасцензија 5h 55m 28,7s. Привидна величина (магнитуда) објекта IC 2160 износи 13,1 а фотографска магнитуда 13,8. Налази се на удаљености од 52,727 милиона парсека од Сунца. IC 2160 је још познат и под ознакама ESO 33-32, IRAS 05576-7655, PGC 18092.